# ヒロイン
ヒロイン (heroine) は、
- その勇気やとびぬけた業績や気高い特質で称賛されている女性[1]。
- 小説・演劇作品・映画・漫画・アニメなどに登場する女性の中の主たる人物（キャラクター）で、典型的には、良い性質を備えていて、読者・観客が共感することを想定されている人物のこと[1]。
- （ギリシア神話など）超人的な性質を備え、しばしば半神の女性。典型的には、ギリシア神話でさまざまな善行を行うそれ[1]。

## 概要
heroine ヒロインという言葉はさまざまな意味で用いられている。heroineというのは基本的には「hero ヒーロー」の女性形である。
女性の英雄
勇気・実績・人格に優れた女性。オックスフォード英語辞典でも解説されているように、「ヒロイン」の意味は基本的に、非常に勇敢なさまやとびぬけた実績や人格に優れた称賛の的となる女性のことである。
よって、ヒロインは「女性の英雄」への呼称である。日本語には「女傑」「女丈夫」という言葉もある。
また、色恋ごとを排した物語では、女性が（男性とはまったく無関係に、仲間の女性などとともに、女性だけで）偉業をなしとげてゆく、という設定になっている場合がある。
女性の主人公
少女漫画・女性漫画などで視点キャラクターとなる主人公。
主人公の相棒
主人公が二人組で活躍するいわゆるバディもので、主人公の相棒が女性の場合。
女性の重要人物
作中における女性キャラクターの中で主要な役割を果たす女性。ストーリー内で重要な秘密を握る、強い影響力を持つ、行動や事件の契機になるなどの女性を指す。女性のキーパーソン。
なお、重要な女性キャラクターが2人以上いた場合、メイン-サブと位置づけ、「メインヒロイン」「サブヒロイン」という用語が使われる場合がある。意味は「メイン」「サブ」の名称に準拠する。
主人公の恋愛対象
主人公の次に重要な存在であり、主人公との会話・イベントシーンが非常に多いため、最終的には恋仲になるケースが非常に多い。上記のようなキーパーソンと呼ばれる女性である、無いにかかわらず、物語開始時点で主人公と恋人同士であるか物語が進むにつれて恋愛感情を持つようになる女性や、女性への恋愛感情をまだ持っていない主人公より先に、彼に好意を持つようになる女性もヒロインと呼ばれる。
なお、アニメでは物語の都合（純粋に尺の問題。2クールつまり6か月以内に完結させないといけない）上、主人公への恋愛感情をまったく持っていない状態から、重要な出来事も無しに早いうちから一変して熱烈な恋愛感情を持つようになるヒロインもおり、そういった立ち位置のヒロインのことを「非常に簡単」を意味する語句「ちょろい」に引っかけて「ちょろイン」や「チョロイン」と呼ぶ向きもある。
一般概念の抽出
これら上記の要素を抽出し、その要素や雰囲気を持ったキャラクターを、脇役・男女問わずヒロインと呼称することもある。

## 実在人物への賛辞
実在の出来事の場合は、その中心人物となる女性のことをヒロインと呼ぶことができる。特にスポーツでは一番活躍した女性を讃えて今日のヒロインと呼ぶ。

## ヒロインの旅
世界の神話や伝説、おとぎ話などから検証されている論理。女性が、どのように葛藤を乗り越え、真の女性性へと到達するかを解き明かしている。

## コンピュータゲームにおけるヒロイン
週刊ファミ通では、コンピュータゲームにおけるヒロインを、大きく以下の4タイプに分類した。
お姫様タイプのヒロイン
Damsel in distress、つまり主人公が助けることをゲームの目的としたタイプのヒロイン。プレイヤーが操作することはできず、エンディングシーンにのみ登場することも多い。『スーパーマリオブラザーズ』のピーチ姫、『ドルアーガの塔』のカイ、『魔界村』のプリンセスなどがこれに分類される。
恋人タイプのヒロイン
主人公の恋人となるタイプのヒロイン。プレイヤーが操作することはできない。男性向け恋愛シミュレーションゲームではヒロインと恋仲になることがゲームの目的となっていて、プレイヤーはその為に自分磨きをしたり好意を持ってもらえるよう努力する。また、ゲーム本来の目的が別にありつつも、ヒロインとの恋愛要素を取り入れているゲームもある。『ときめきメモリアル』の藤崎詩織、『ラブプラス』の小早川凛子、『シュタインズ・ゲート』の牧瀬紅莉栖などがこれに分類される。
主役タイプのヒロイン
ゲームの主人公として、プレイヤーが操作する女性キャラクター。女性向け恋愛シミュレーションゲームの主人公全般、『トゥームレイダー』のララ・クロフト、『グラビティデイズ』のキトゥンなどがこれに分類される。
パートナータイプのヒロイン
主人公のパートナー・仲間となる重要な女性キャラクター。プレイヤーが操作することができるキャラクターも多い。『逆転裁判』の綾里真宵などがこれに分類される。

## ゲロイン
作中で嘔吐（ゲロ）するヒロインのことを意味する。漫画『銀魂』のヒロインである神楽などが知られており、実写映画化が報じられた際には、女優の橋本環奈が演じることからYahoo! JAPANの話題のキーワードランキングに「ゲロイン」が入るなど、反響を呼んだ。